# Alcaligenes faecalis
Alcaligenes faecalis (лат.) — вид грамотрицательных палочковидных бактерий из семейства Alcaligenaceae, типовой вид рода Alcaligenes. Первоначально изолирована из фекалий, затем была обнаружена в почве и воде.
Известно 3 подвида Alcaligenes faecalis:
- Alcaligenes faecalis subsp. faecalis (Castellani and Chalmers 1919) Austin et al. 1981
- Alcaligenes faecalis subsp. parafaecalis Schroll et al. 2001
- Alcaligenes faecalis subsp. phenolicus Rehfuss and Urban 2006

Ранее выделявшийся подвид Alcaligenes faecalis subsp. homari Austin et al. 1981 синонимизирован с видом Halomonas aquamarina (ZoBell and Upham 1944) Dobson and Franzmann 1996.

## Биологические свойства

### Морфология

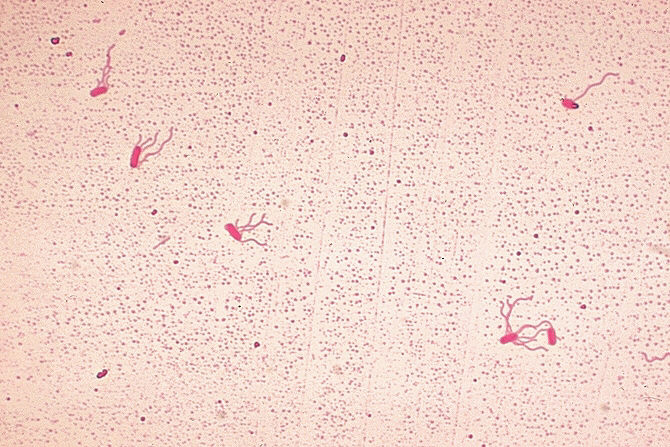
Жгутики Alcaligenes faecalis

Грамотрицательные палочки или коккобациллы размером 0,5—1,2 × 1—3 мкм, не образуют спор, подвижные за счёт наличия от одного до девяти жгутиков, расположенных перетрихиально.

### Культуральные свойства
Хемоорганогетеротроф, облигатный аэроб, Alcaligenes faecalis subsp. faecalis способна к нитритному дыханию, образуют оксидазу и каталазу. Оптимальная температура роста 20—37 °С. Образует непигментированные либо серовато-белые, прозрачные до мутных, плоские или слегка выпуклые круглые, гладкие (изредка шероховатые) колонии с неправильным краем на питательном агар-агаре. Не способны использовать углеводы как единственный источник углерода, способны утилизировать ацетат, пропионат, бутират, цитрат, аланин и некоторые другие аминокислоты. Некоторые штаммы способны окислять арсенит. Alcaligenes faecalis subsp. phenolicus способна к биодеградации фенола. Alcaligenes faecalis способна продуцировать оксид азота(I).

## Патогенность
Alcaligenes faecalis является условно-патогенным микроорганизмом, способна вызывать септицемию и менингит у новорождённых, интраабдоминальные инфекции у взрослых. Также вызывает заболевания у домашней птицы — в частности респираторные заболевания у цыплят, инфекции у индюков, показано цитотоксическое действие Alcaligenes faecalis на культуру клеток трахеи индеек.

## Применение
Alcaligenes faecalis используется человеком как продуцент нестандартных аминокислот, также интерес представляет фермент пенициллинацилаза Alcaligenes faecalis, использующаяся для производства полусинтетических антибиотиков, также Alcaligenes faecalis является продуцентом 6-гидроксипиколиновой кислоты, а также биополимера глюкозы курдлана (пищевая добавка E424, en:Curdlan), образующего термически необратимые гели, используется в том числе для производства мембран для ультрафильтрации.